# فریدریش کارل لودویگ، دوک شولسویگ هولشتاین سوندربورگ بک
فریدریش کارل لودویگ شولسویگ هولشتاین سوندربورگ بک (۲۰ اوت ۱۷۵۷ تا ۲۴ آوریل ۱۸۱۶) نهمین دوک شولسویگ هولشتاین سوندربورگ بک بود. فریدریش کارل لودویگ پسر شاهزاده کارل آنتون آگوست شولسویگ هولشتاین سوندربورگ بک و همسرش کنتس شارلوت دوهنا شلودین بود.